# USS LST-208
O USS LST-208 foi um navio de guerra norte-americano da classe LST que operou durante a Segunda Guerra Mundial.